# Guachucal
Guachucal est une municipalité située dans le département de Nariño en Colombie.